# Sonet 62 (William Szekspir)

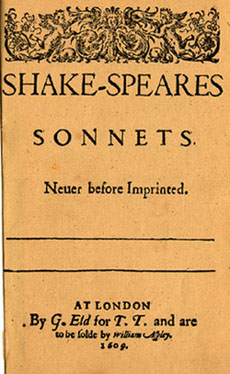
Strona tytułowa pierwszego wydania sonetów Shakespeare’a

Sonet 62 (Pełne miłości do siebie mam oko) – jeden z cyklu sonetów autorstwa Williama Shakespeare’a. Po raz pierwszy został opublikowany w 1609 roku.

## Treść
W sonecie tym podmiot liryczny, który przez niektórych badaczy jest utożsamiany z autorem, opisuje swój narcyzm, który jest jednak nieusprawiedliwiony: jego prawdziwe uczucie należy się tajemniczemu młodzieńcowi.